# IF Warta

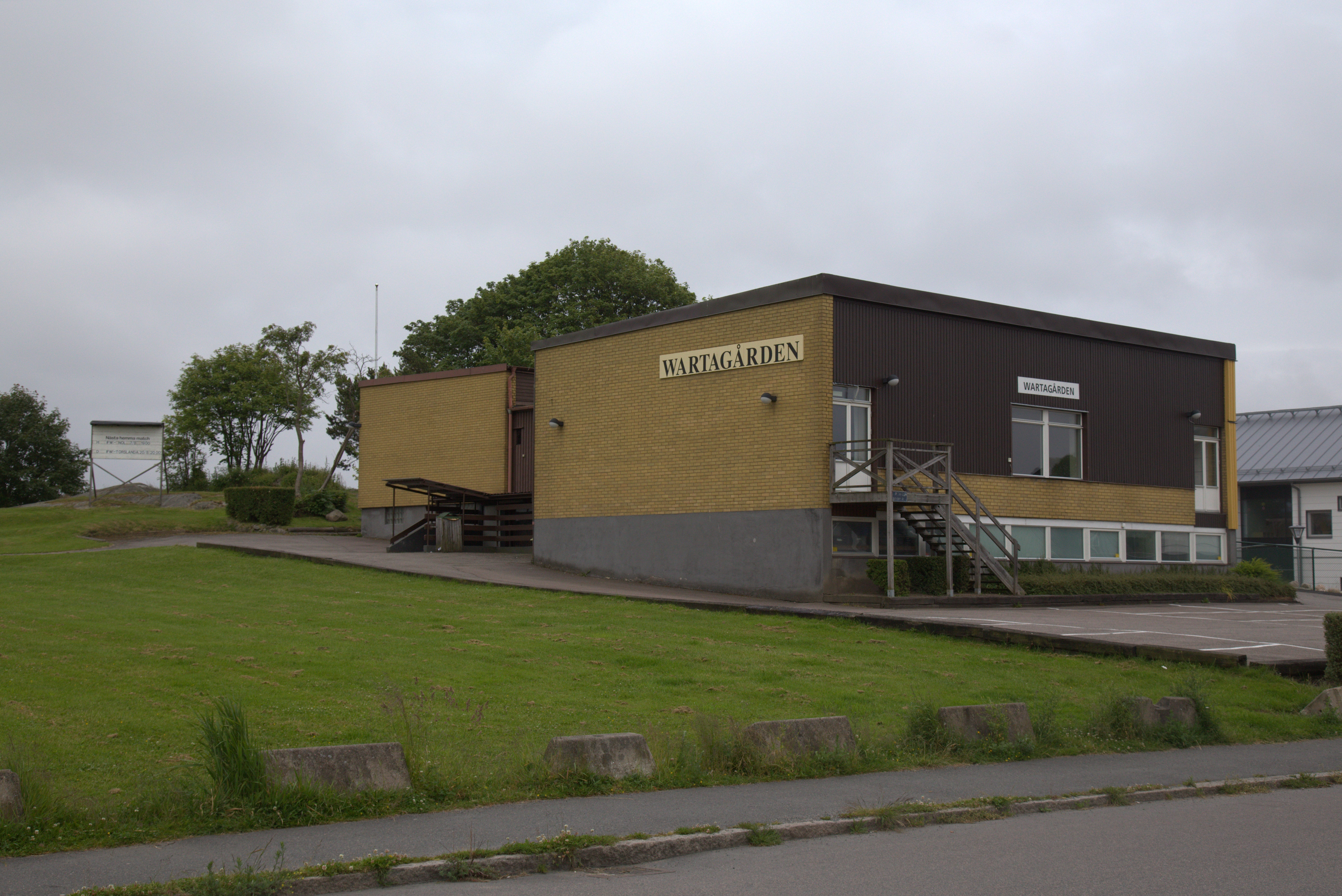
Klubbstugan Wartagården, 2015. Belägen vid Sälöfjordsvallen.

Idrottsföreningen Warta (IF Warta) är en fotbollsklubb från Hisingen i Göteborg, bildad officiellt den 4 januari 1929.
Hemmaplanen Sälöfjordsvallen ligger vid den egna klubbstugan Wartagården, i närheten av Kyrkbytorget i stadsdelsnämndsområdet Lundby. Klubbens mest kända spelare under årens gång är Glenn Hysén, som började sin karriär i IF Warta och spelade där fram till 1978, då han värvades av IFK Göteborg.

## Historia
IF Warta bildades egentligen i december 1928, men den 4 januari 1929 räknas som officiellt datum då föreningen bildades. Namnet Warta togs efter namnet på ett skepp, som just då låg förtöjt i Sannegårdshamnen på Hisingen. Ibland hävdas dock att namnet kommer från den polska floden Warta, men detta är felaktigt. Till en början utövades gymnastik och terränglöpning, men ganska snart kom även fotboll in i bilden. Först byggdes ett klubbhus på Strängnäsgatan, vid en åker där man utövade sin verksamhet. Under 1950-talet flyttade man dit den nuvarande verksamheten är baserad. Det nya klubbhuset, Wartagården, färdigställdes 1952.
Föreningen har även haft en handbollssektion, men denna gjorde sig fri 1972 och bildade, via en hopslagning med IF Göteborgs Handbollspojkar, handbollsklubben HP Warta.
Föreningens bordtennissektion bildades 1935, men bröt sig ur föreningen 1991 och bildade BTK Warta.

### 2000-talet
Säsongen 2007 vann IF Warta Division 4B och kvalificerade sig därmed för Division 3 Nordvästra Götaland inför säsongen 2008. Klubben höll sig kvar i division 3 till och med säsongen 2011, då man kom på tionde plats och därmed degraderades till division 4. Säsongen 2018 spelade IF Warta i division 5.

#### Flick-/damsektion
Fram till och med säsongen 2008 hade klubben endast representerats av pojk- och herrlag. Säsongen 2009 organiserade klubben för första gången även fotboll för flickor, 12 och 13 år gamla. Säsongen 2013 var klubben representerad på juniornivå på damsidan under namnet "IF Warta/Lundby IF". Säsongen 2014 ställde klubben för första gången upp med ett damlag på seniornivå. Detta var tredje gången klubben startade upp flickor och damverksamhet. Första gången var 1973, då klubbens första damlag stod på benen under namnet IF Warta. Under tidigt 80-tal organiserade Roland Jonsson en uppstart av en flickverksamhet som var verksam under några år.